# エルタム伯爵
エルタム伯爵（エルタムはくしゃく、英語: Earl of Eltham）は、イギリスの伯爵位。グレートブリテン貴族として1度、連合王国貴族として1度創設され、2度とも従属爵位であった。

## 歴史

### 第1期
1726年7月26日、イギリス国王ジョージ2世(1683-1760)の息子フレデリック・ルイス王子(1707-1751)はカーナーヴォン州におけるスノードン男爵、コーンウォール州におけるローンストン子爵、ケント州におけるエルタム伯爵、イーリー島侯爵（Marquess of the Isle of Wight）、エディンバラ公爵に叙された。1751年にフレデリック・ルイス王子が死去すると、その息子ジョージ(1738-1820)が爵位を継承したが、ジョージが1760年10月25日にジョージ3世としてイギリス国王に即位すると、爵位は王領に統合された。

### 第2期
第一次世界大戦中の1917年、テック公アドルファス(1868-1927)はテック公などヴュルテンベルク王国とドイツ帝国における称号を放棄し、代わりにケンブリッジ姓を名乗り、連合王国貴族であるヨークシャーにおけるノーザラトン子爵、エルタム伯爵、ケンブリッジ侯爵に叙された。
初代侯爵が1927年に死去すると、長男ジョージ・フランシス・ヒュー(1895-1981)が爵位を継承したが、ジョージは妻との間で1女しかもうけず、1981年にジョージが死去すると爵位は廃絶した。

## エルタム伯爵（第1期、1726年）
- 初代エルタム伯爵フレデリック・ルイス王子（1707年 – 1751年）
- 第2代エルタム伯爵ジョージ王子（1738年 – 1820年）
  - 1760年、ジョージ3世としてイギリス国王に即位、爵位は王領に統合された。

## エルタム伯爵（第2期、1917年）
- 初代ケンブリッジ侯爵アドルファス・ケンブリッジ（1868年 – 1927年）
- 第2代ケンブリッジ侯爵ジョージ・フランシス・ヒュー・ケンブリッジ（英語版）（1895年 – 1981年）